# Санта Франческа (Фрозиноне)
Санта Франческа је насеље у Италији у округу Фрозиноне, региону Лацио.
Према процени из 2011. у насељу је живело 514 становника. Насеље се налази на надморској висини од 468 м.